# Ryota Aoki (fotbollsspelare född 1984)
Ryota Aoki (青木 良太 Aoki Ryota?), född 19 augusti 1984 i Osaka prefektur, är en japansk fotbollsspelare.
Aoki började sin karriär 2003 i Gamba Osaka. Med Gamba Osaka vann han japanska ligan 2005 och japanska ligacupen 2007. 2008 flyttade han till JEF United Chiba. Han spelade 109 ligamatcher för klubben. Efter JEF United Chiba spelade han för Roasso Kumamoto och Thespakusatsu Gunma. Han avslutade karriären 2016.